# TV-3344
La TV-3344 és una carretera local de la comarca de la Terra Alta. Duu la T perquè és de les carreteres que pertanyen a la demarcació de Tarragona, i la V pel seu antic caràcter de carretera veïnal. Discorre pel terme municipal de Caseres, d'aquella comarca.
La carretera arrenca de la N-420, en terme de Caseres, i fa un breu recorregut d'un quilòmetre fins al centre del poble de Caseres.